# Покалівська сільська рада
Покалівська сільська рада — колишня адміністративно-територіальна одиниця та орган місцевого самоврядування у Словечанському і Овруцькому районах Коростенської і Волинської округ, Київської й Житомирської областей Української РСР та України з адміністративним центром у с. Покалів.

## Населені пункти
Сільській раді були підпорядковані населені пункти:
- с. Покалів
- с. Барвінкове
- с. Гаєвичі
- с. Дівошин
- с. Коптівщина
- с. Полохачів
- с. Скребеличі

## Населення
Кількість населення ради станом на 1923 рік становила 1 658 осіб, кількість дворів — 314.
Відповідно до результатів перепису населення СРСР, кількість населення ради, станом на 12 січня 1989 року, становила 3 030 осіб.
Станом на 5 грудня 2001 року, відповідно до перепису населення України, кількість мешканців сільської ради становила 2 335 осіб.

## Склад ради
Рада складалась з 20 депутатів та голови.

### Керівний склад сільської ради
| ПІБ                        | Основні відомості                                                                                  | Дата обрання | Дата звільнення |
| -------------------------- | -------------------------------------------------------------------------------------------------- | ------------ | --------------- |
| Старовойт Любов Петрівна   | Сільський голова, 1957 року народження, освіта                                                     | 26.03.2006   | 31.10.2010      |
| Лістунов Петро Миколайович | Сільський голова, 1963 року народження, освіта вища, член Всеукраїнського об'єднання «Батьківщина» | 31.10.2010   |                 |

Примітка: таблиця складена за даними джерела

## Історія
Створена 1923 року в складі сіл Покалів, Полохачів, Скребеличі та хутора Рудня-Барбарівка (згодом — Янова Рудня) Покалівської волості Овруцького повіту Волинської губернії. Станом на 17 грудня 1926 року у підпорядкуванні значилися поселення Матвієвичі та х. Родиземля. 13 липня 1927 року х. Янова Рудня передано до складу Дівошинської сільської ради Овруцького району. 16 червня 1934 року, відповідно до рішення ВУЦВК «Про ліквідацію Дівошинської та Піхоцької сільрад Овруцького району», підпорядковано с. Дівошин та х. Янова Рудня ліквідованої Дівошинської сільської ради Овруцького району. На 1 жовтня 1941 року пос. Матвієвичі не значилося на обліку населених пунктів.
Станом на 1 вересня 1946 року сільська рада входила до складу Овруцького району Житомирської області, на обліку в раді перебували села Дівошин, Покалів, Полохачів та Скребеличі.
5 березня 1959 року, відповідно до рішення Житомирського ОВК № 161 «Про ліквідацію та зміну адміністративно-територіального поділу окремих сільських рад області», до складу ради включено села Геєвичі (Гаєвичі), Коптівщина та Кур'яни (згодом — Бврвінкове) ліквідованої Коптівщинської сільської ради Овруцького району. Після 1959 року х. Янова Рудня не значився на обліку населених пунктів. На 1 березня 1961 року х. Родиземля не перебував на обліку населених пунктів.
На 1 січня 1972 року сільська рада входила до складу Овруцького району Житомирської області, на обліку в раді перебували села Барвінкове, Гаєвичі, Дівошин, Коптівщина, Покалів, Полохачів та Скребеличі.
Ліквідована 9 листопада 2017 року в зв'язку з об'єднанням до складу Овруцької міської територіальної громади Овруцького району Житомирської області.
Входила до складу Словечанського (7.03.1923 р.) та Овруцького (25.01.1926 р.) районів.